# Deira, Dubai
Deira (arabiska: ديرة, Dayra) är en stadsdel i Dubai, Förenade Arabemiraten och utgörs av den gamla innerstadens nordöstra halva, precis vid Dubaiviken. Deira är bland annat känt för sin strandväg, Corniche Deira, samt guld- och kryddmarknaderna. På andra, södra sidan av viken ligger stadsdelen Bur Dubai, dit man kan åka genom att bland annat korsa viken i små passagerarbåtar, abra, mot en avgift på 1 dirham.